# Mercedes-Benz A-Klasse
A-Klasse ist die Bezeichnung einer kompakten Modellreihe der Automobilmarke Mercedes-Benz. Sie wurde unter der Registriernummer 000114082 für die Daimler AG im Europäischen Markenregister eingetragen. Die A-Klasse ist die erste Mercedes-Modellreihe für PKW mit Frontantrieb in der Kompaktklasse und wurde aus der Studie A entwickelt.  Mercedes-Benz war mit der A-Klasse Vorreiter bei den Minivans. Neu waren bei Einführung der A-Klasse die Position des Motors und die Sandwichbauweise der Bodengruppe.

## Motoranordnung (Baureihe 168/169)
Um möglichst viel Platz für Passagiere und Nutzraum zu schaffen, ist der Vorbau (Motorhaube) bei der kompakten A-Klasse sehr kurz. Dennoch ist bei einer Außenlänge von 3,56 m die Innenraumlänge und damit das den Passagieren zur Verfügung stehende Platzangebot kleiner als beispielsweise bei dem kürzeren Daihatsu Mira / Cuore.
Aus einem kurzen Vorbau resultiert die Notwendigkeit, bei einer hohen Crashsicherheit mit den Aspekten
- des Abbaus der Bewegungsenergie auf einem verträglichen Verzögerungsniveau, ohne auf verformbare Konsolen (sogenannte Crashboxen) zurückgreifen zu können, da diese zu lang bauen, und
- trotzdem bei einem Crash zu verhindern, dass der Überlebensraum in der Fahrgastzelle durch die Verformung verkleinert wird,

auf ein anderes Konzept zurückgreifen zu müssen.
Der Motor ist nicht, wie bei Frontantrieb üblich, vor den beiden Antriebswellen angeordnet, sondern ist nach vorn über sie geneigt. Dabei bildet der Motor eine von der Seite betrachtet dreieckförmige Anordnung der Antriebseinheit vor der Fahrgastzelle, die bei einem Crash unter das Auto gleitet.
Damit steht trotz des kurzen Vorbaus eine lange Knautschzone zum Energieabbau bei einem Frontalaufprall zur Verfügung, woraus eine hohe Crashsicherheit resultiert. Besonderer Wert wurde auch auf die Kompatibilität, z. B. den Frontalcrash mit einem schwereren Fahrzeug gelegt.
Die beschriebenen Innovationen wurden patentiert als
- „Kraftwagen mit einem in einem spitzen Winkel gegen die Horizontale geneigten Antriebsmotor“ (Patent DE 43 26 396 C 2),
- „Stirnwandaufbau für einen Kraftwagen mit vorn angeordneter Antriebseinheit“ (Patent DE 44 00 132 C1)

und gelten im Automobilbau als revolutionär. Nachteilig ist die notwendige besondere Konstruktion von Motor und Getriebe, die einen plattformübergreifenden Einsatz erschwert und damit die Kosten erhöht.

## Sandwichförmige Bodengruppe (Baureihe 168/169)
Eine weitere Innovation ist der Sandwichboden. Er bietet bei kompakten Außenabmessungen hohe Insassensicherheit, Raumökonomie und Variabilität. Das System aus Längs- und Querträgern erfüllt Anforderungen bei Frontal- und Seitencrash, die sonst nur bei größeren Fahrzeugen möglich sind. Im Sandwichboden sind die Bordbatterie, die Auspuffanlage und der Kraftstofftank untergebracht. Bei TIREFIT entfällt das Reserverad. Der Platz kann dann für Gepäck genutzt werden.
Der Sandwichboden eignet sich auch zur Realisierung alternativer Antriebskonzepte, ohne dass der nutzbare Raum eingeschränkt wird. In diesen Zwischenboden wurde schon bei der Version mit Elektroantrieb von 1997 die Zebra-Batterie von unten montiert. Im neuen E-Cell nimmt der Sandwichboden den Lithium-Ionenakku auf, bei F-Cell zusätzlich die Brennstoffzellentechnik. Allerdings wurde die A-Klasse in Serie fast ausschließlich nur mit dem herkömmlichen Verbrennungsmotor produziert, sodass die Vorteile eher theoretischer Natur waren.

### Vorteil zur Aufnahme alternativer Antriebseinheiten
Die Bodengruppe in sogenannter Sandwichbauweise bietet Raum für alternative Antriebselemente wie
- Batterien[8] oder
- Brennstoffzellen und großvolumige Tankeinheiten[9] für die Versorgung der Brennstoffzelle.

Der Einbau kann dabei gut zugänglich von unten erfolgen und schränkt das Platzangebot im Fahrzeug nur in geringem Ausmaß ein. 

### Sicherheitsvorteil bei alternativen Antrieben
Der Schutz der Insassen vor den schweren Batterien oder Drucktanks, beispielsweise bei einem Überschlag, ist ein Sicherheitsproblem bei allen Fahrzeugen mit alternativen Antrieben. Mercedes löste mit dem Sandwichboden das Problem, brachte es dann aber nicht zur Anwendung.
Durch die Abkapselung der alternativen Antriebselemente in einem eigenen Raum unter der Fahrgastzelle werden die alternativen Antriebselemente bei einem Unfall, einschließlich eines Überschlags, sicher von den Insassen ferngehalten.

### Nachteile
Beim Einsatz eines Sandwichbodens kann sich der Fahrzeugschwerpunkt durch die höhere Position aller über dem Sandwich gelegenen Elemente (Sitze, Personen, Dachgruppe) ähnlich wie bei einem SUV nach oben verlagern. Bei alternativen Antrieben mit Akkumulatoren oder Wasserstofftanks im Sandwichboden bleibt der Schwerpunkt niedrig. Allerdings ist das erhöhte Gewicht bei der Fahrwerksabstimmung zu berücksichtigen.
Mercedes behob die beim Elchtest publik gewordenen Stabilitätsprobleme der A-Klasse mit konventionellem Antrieb konsequent durch einen Produktionsstopp und umfangreiche Nachrüstungen. Mit steiferen Stabilisatoren und dem ersten serienmäßigen ESP in der Kompaktklasse wurden Fahrverhalten und aktive Fahrzeugsicherheit deutlich verbessert.

## Geschichte der A-Klasse

### 1997
Im Oktober 1997 wurde die erste Generation der A-Klasse eingeführt. Sie hieß intern W 168.

### 2001
Ab März 2001 wurde das Programm um eine Version mit verlängertem Radstand (V 168) ergänzt. Das Ursprungsmodell W 168 erhielt ein Facelift.

### 2004
Im Oktober 2004 kam die zweite Modellgeneration auf den Markt. Sie war 1764 mm breit (+ 45 mm) und 3838 mm lang (+ 263 mm) und war nicht mehr nur als Fünftürer, sondern auch als Dreitürer (C 169) erhältlich. Die Version W 168 wurde nicht mehr produziert.

### 2005
Im Juni 2005 wurde zusätzlich die eng verwandte B-Klasse eingeführt. Sie hat dieselbe Spurweite wie die A-Klasse, aber 21 cm mehr Radstand und eine 43 cm längere Karosserie.

### 2012
Im September 2012 kam die dritte Generation der A-Klasse auf den Markt. Das Sandwichboden-Konzept wurde bei dieser ebenso aufgegeben wie das Konzept des Minivans. Der W 176 war ein deutlich flacheres (Höhe 1,43 Meter = 18 Zentimeter tiefer als das Vorgängermodell) und breiteres (1,78 m breit) Schrägheckmodell und galt als Kompaktklasse-Modell. Die Länge betrug 4,29 Meter.

### 2018
Die vierte Generation ist 4,42 m lang (+ 12 cm), der Radstand wurde um drei Zentimeter auf 2,73 Meter verlängert. Die vormals recht schmale Öffnung der Kofferraumklappe wurde um 20 Zentimeter verbreitert. A 200 und A 250 (beide Benzinmotoren) haben einen Partikelfilter. Der A 180 d (Diesel) hat einen SCR-Katalysator und 1,5 Liter Hubraum.

### Generationen und Derivate
- A-Klasse (W 168) (1997–2004)

- Vaneo (W 414) (2001–2005)

- A-Klasse (W 169/C 169) (2004–2012)

- B-Klasse (T 245) (2005–2011)

- A-Klasse (W 176) (2012–2018)

- B-Klasse (W 242/W 246) (2011–2018)
- CLA (C 117/X 117) (2013–2018)
- GLA (X 156) (2013–2020)

- A-Klasse (W 177/V 177) (seit 2018)

- B-Klasse (W 247) (seit 2018)
- CLA (C 118/X 118) (seit 2019)
- GLB (X 247) (seit 2019)
- GLA (H 247) (seit 2020)

### Neuzulassungen in Deutschland, Marktpositionierung und Konkurrenz: Monopolstellung, Fall, Wiederanschluss
| Jahr   | Mercedes-Benz A-Klasse | Audi A3, S3, RS3 | BMW 1er |        |
| ------ | ---------------------- | ---------------- | ------- | ------ |
| 1997 1 | 4.537                  | 64.940           | —       |        |
| 1998   | 76.443                 | 59.923           | —       |        |
| 1999   | 100.376                | 61.237           | —       | [ 16 ] |
| 2000   | 94.751                 | 52.614           | —       | [ 16 ] |
| 2001   | 87.742                 | 48.497           | —       | [ 17 ] |
| 2002   | 77.479                 | 40.474           | —       | [ 18 ] |
| 2003   | 69.678                 | 55.362           |         | [ 19 ] |
| 2004 2 | 74.779                 | 60.891           | 14.749  | [ 20 ] |
| 2005   | 85.691                 | 66.737           | 55.621  | [ 21 ] |
| 2006   | 71.294                 | 77.044           | 56.293  | [ 22 ] |
| 2007   | 62.193                 | 70.517           | 55.105  | [ 23 ] |
| 2008   | 61.583                 | 65.088           | 75.621  | [ 24 ] |
| 2009   | 54.622                 | 72.238           | 71.400  | [ 25 ] |
| 2010   | 51.579                 | 63.466           | 55.353  | [ 26 ] |
| 2011   | 43.542                 | 53.801           | 52.881  | [ 27 ] |
| 2012 3 | 31.973                 | 45.999           | 59.241  | [ 28 ] |
| 2013   | 49.034                 | 60.978           | 53.214  | [ 29 ] |
| 2014   | 36.657                 | 65.199           | 50.250  | [ 30 ] |
| 2015   | 32.658                 | 57.858           | 46.340  | [ 31 ] |
| 2016   | 34.270                 | 57.176           | 46.632  | [ 32 ] |
| 2017   | 29.257                 | 49.820           | 45.699  | [ 33 ] |
| 2018   | 35.252                 | 45.901           | 44.143  | [ 33 ] |
| 2019   | 44.189                 | 42.609           | 31.901  | [ 33 ] |
| 2020   | 43.391                 | 34.098           | 32.831  | [ 33 ] |
| 2021   | 25.070                 | 28.494           | 26.081  | [ 33 ] |
| 2022   | 22.399                 | 35.052           | 17.516  | [ 33 ] |
| 2023   | 21.026                 | 34.636           | 20.485  | [ 33 ] |
| 2024   | 17.406                 | 30.688           | 19.705  | [ 33 ] |

Während die A-Klasse in ihrem ersten vollen Jahr der Neuzulassungen 1998 Rang 16 der deutschen Neuzulassungsstatistik erreichte, stiegen die Neuzulassungen 1999 weiter an und erreichten den bis heute höchsten Wert. Zeitgleich handelt es sich beim Jahr 1999 um das einzige, in dem die Neuzulassungen die 100.000-Einheiten-Marke überschritten hatten, womit die A-Klasse Rang 7 erreichte. Die A-Klasse hatte sich damit in den Top 10 etabliert. Auch im Jahre 2000 hielt die A-Klasse den siebten Rang, rutschte 2001 um zwei Plätze auf Rang 9 ab. 2002 landete die A-Klasse auf Platz 11 (−2), der auch 2003 und 2004 gehalten werden konnte. Aufgrund der Einführung der Baureihe 169 im Oktober 2004 stiegen die Neuzulassungen im ersten vollen Verkaufsjahr ebendieser Baureihe auf den besten Wert seit 2001. Sie platzierte sich auf Rang 6, der bis heute höchsten Platzierung. Bereits 2006 sanken die Neuzulassungen wieder, die A-Klasse verlor fünf Ränge und landete auf der 11. Diesen Platz belegte das Modell auch im Folgejahr. Dem Alterungsprozess entsprechend und durch neue Modelle der Konkurrenten bedingt verlor die A-Klasse ab 2008 verhältnismäßig stark und belegte 2008 den 12. (−1), 2009 nur noch den 18. Rang (−6). 2010 gewann die A-Klasse am Ende ihres Produktionszyklus nochmals an Fahrt und konnte sich auf Rang 14 (+4) positionieren. 2011 verlor die A-Klasse jedoch wieder (Rang 21, −7), was sich auch im Jahr 2012 bestätigte (Rang 25, −4). Jedoch gab es eine Produktionspause von einem halben Jahr zwischen dem Produktionsende Baureihe 169 und der Produktionsaufnahme der Baureihe 176, was ungewöhnlich lang ist und beim vorangegangenen Modellwechsel nicht der Fall war, was die deutlich gesunkenen Zahlen für 2012 begründet.
Daimler Chrysler respektive Daimler sah und sieht die direkten Konkurrenten der A-Klasse im Audi A3 und im BMW 1er. Vom ersten vollen Verkaufsjahr an lag die A-Klasse deutlich vor dem ein Jahr vor der A-Klasse eingeführten Audi A3. Dies gelang der A-Klasse durchgehend bis einschließlich 2005. Erst dann, nicht zuletzt wegen des Einstiegs in die Kompaktklasse seitens BMW mit dem 1er, der Einführung des konzeptionell ähnlich aufgestellten VW Golf Plus und der Einführung der B-Klasse, die zum damaligen Zeitpunkt dasselbe Konzept wie die A-Klasse verfolgte, dabei nur etwas größer war und somit auch der A-Klasse Käufer raubte, verlor die A-Klasse 2006 den ersten Rang unter den drei Premium-Herstellern knapp an den A3, behauptete sich jedoch vor dem noch neuen 1er, was sich 2007 fortgesetzt hatte. Ab 2008 wurde der Abstand zwischen dem Duo A3 und 1er, der die A-Klasse von da an überholt hatte, und ebendieser größer. Bis 2012 hängten der Audi A3 und BMW 1er die A-Klasse zunehmend ab. 2013 konnte die A-Klasse aufgrund der radikalen Konzeptänderung – weg vom konzeptionellen Minivan, hin zum gewöhnlichen Format der Kompaktklasse – den Abstand auf rund 4.200 Einheiten zum BMW 1er sowie 11.900 auf den Audi A3 verkürzen.
Die A-Klasse hatte sich trotz anfänglicher Schwierigkeiten zu einem wichtigen Standbein der Marke Mercedes-Benz entwickelt. Gleichwohl soll sie 2028 aus dem Programm genommen werden.

## Elektroantrieb

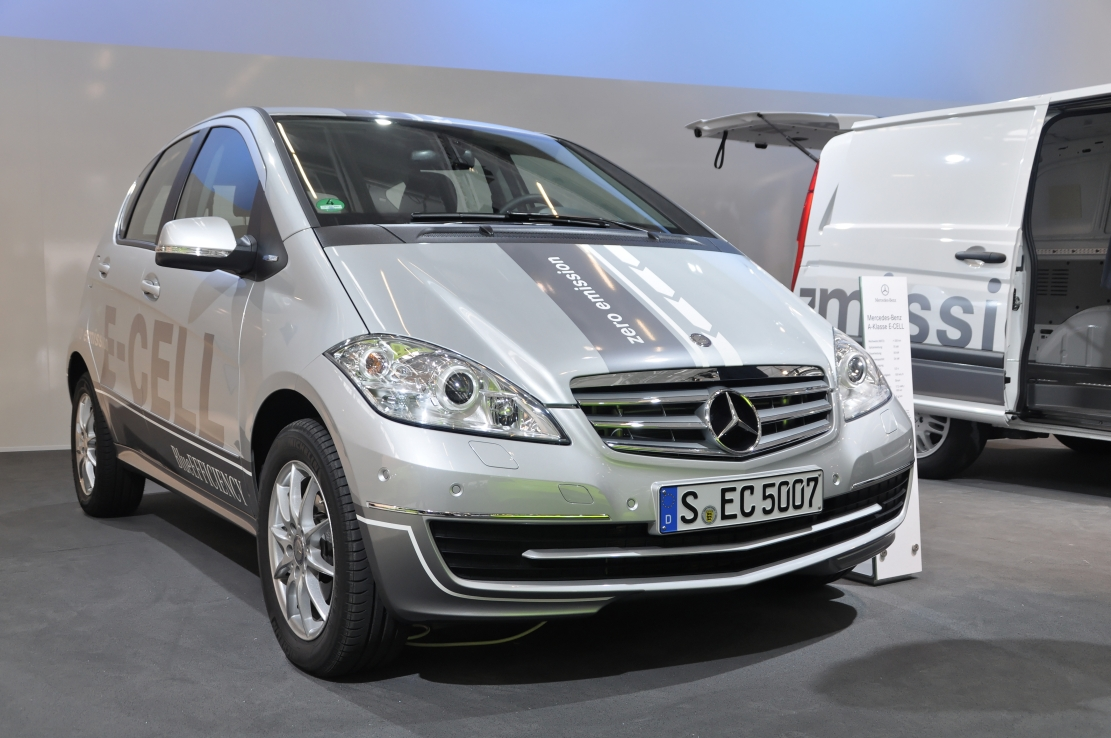
Mercedes-Benz A-Klasse „E-Cell“

Von den beiden ersten 1991 entwickelten Prototypen der Studie A war einer mit Elektroantrieb, der andere mit Verbrennungsmotor ausgestattet. Bis 1997 wurde auch die Version mit Elektroantrieb zur Serienreife und einer praktischen Reichweite von 200 km entwickelt.
Im Oktober 1997 führte Mercedes-Benz die A-Klasse mit Verbrennungsmotoren in den Markt ein. Auf eine Serienfertigung der elektrischen A-Klasse wurde aus wirtschaftlichen Gründen verzichtet. Die Elektroversion wurde ab 1998 zur Dauererprobung eingesetzt. Sie schuf mit den Versuchsfahrzeugen NECAR die Basis für die heutigen Entwicklungen E-Cell und F-Cell mit alternativen Antriebssystemen. Gleichwohl verpasste Mercedes-Benz wie alle anderen deutschen Auto-Hersteller den Anschluss an die internationale Entwicklung des Elektroautos, die ab 2006 mit dem ersten Tesla-Modell einen Entwicklungsschub erlebte. Immerhin kam es ab 2010 dann doch noch zu einer Kleinserien-Fertigung der A-Klasse mit Elektroantrieb.